# خطوط كينغ فيشر الجوية
خطوط كينغ فيشر الجوية (بالإنجليزية: Kingfisher Airlines)‏، كانت مجموعة طيران محدودة هندية. وكان مقرها الرئيسي في أنديري (شرقاً)، مومباي ولها مكتب مسجل في مدينة يوبي، بنجلور. كان لخطوط كينغ فيشر الجوية، من خلال شركتها الأم مجموعة يونايتد برويرز، حصة 50% في شركة الطيران منخفضة التكلفة كينغ فيشر ريد. فكانت الخطوط الجوية كينغ فيشر حتى كانون الأول / ديسمبر 2011 تملك ثاني أكبر حصة في سوق السفر الجوي الداخلي في الهند. لكن خطوط الطيران هذه واجهت قضايا مالية لسنوات عديدة،  وبسبب الأزمة المالية الحادة التي واجهتها هذه الشركة في بداية عام 2012، انخفضت هذه النسبة إلى أدنى مستوياتها في السوق في نيسان / أبريل 2012.

## لمحة تاريخية
تأسست الخطوط الجوية كينغ فيشر في عام 2003. وهي مملوكة من قبل مجموعة يونايتد برويرز في بنغالور. وكانت خطوط طيران كينغ فيشر بدأت عملياتها التجارية في 9 أيار / مايو 2005 بأسطول مكون من أربع طائرات جديدة من طراز ايرباص ايه 320-200 من خلال تسيير رحلة من مومباي إلى دلهي. بينما بدأت عملياتها الدولية في 3 أيلول / سبتمبر 2008 من خلال ربط بنجلور بلندن. يقع المقر الرئيسي لكينغ فيشر في كيوب في أنديري (شرقاً)، مومباي ولها مكتب مسجل يقع في مدينة يوبي، بنجلور. وكان مقرها الرئيسي سابقاً في مقر كينغ فيشر في فيل بارل (شرقاً)، مومباي. وفي عام 2012 حاول فيجاي ماليا بيع مقر كينغ فيش في فيل بارل. و دخلت الخطوط الجوية كينغ فيشر فترة اضطرابات مالية بسبب تجميد الحسابات المصرفية للشركة من قبل دائرة ضريبة الدخل في الهند.

## الأسطول
يتألف أسطول الخطوط الجوية كينغ فيشر أساساً من طائرات من طراز ايه تي آر42، ايه تي آر72 وأسرة طائرات ايرباص ايه 320 لتسيير رحلات محلية وقصيرة المدى وطائرات من طراز يرباص ايرباص ايه 330-200 لتسيير رحلات دولية بعيدة المدى.وكان متوسط عمر أسطولها بتاريخ كانون الثاني / يناير 2009 2.3 سنوات.  وحتى آذار / مارس 2012 كان أسطول الخطوط الجوية كينغ فيشر مؤلفاً مما يلي مع الطلبيات التالية:

## الخدمات

### الوجهات المحلية
على متن كينغ فيشر فيرست
تكون المقاعد على متن كينغ فيرست المحلية مزودة بقاعدة من 48 بوصة مع إمكانية انحناء المقعد بمقدار 126 درجة. كما يوجد في كل مقعد شاحن للكمبيوتر المحمول والهاتف.
على متن كينغ فيشر كلاس
المقاعد على متن كينغ فيشر كلاس المحلية مزودة بقاعدة من 32-34 بوصة. وقد تم تزويد كل مقعد بأنظمة ترفيه خاصه على متن الرحلة مع نظام صوت وفيديو حسب الطلب تتوفر على متن الطائرات من طراز ايرباص ايه 320.

## الوجهات

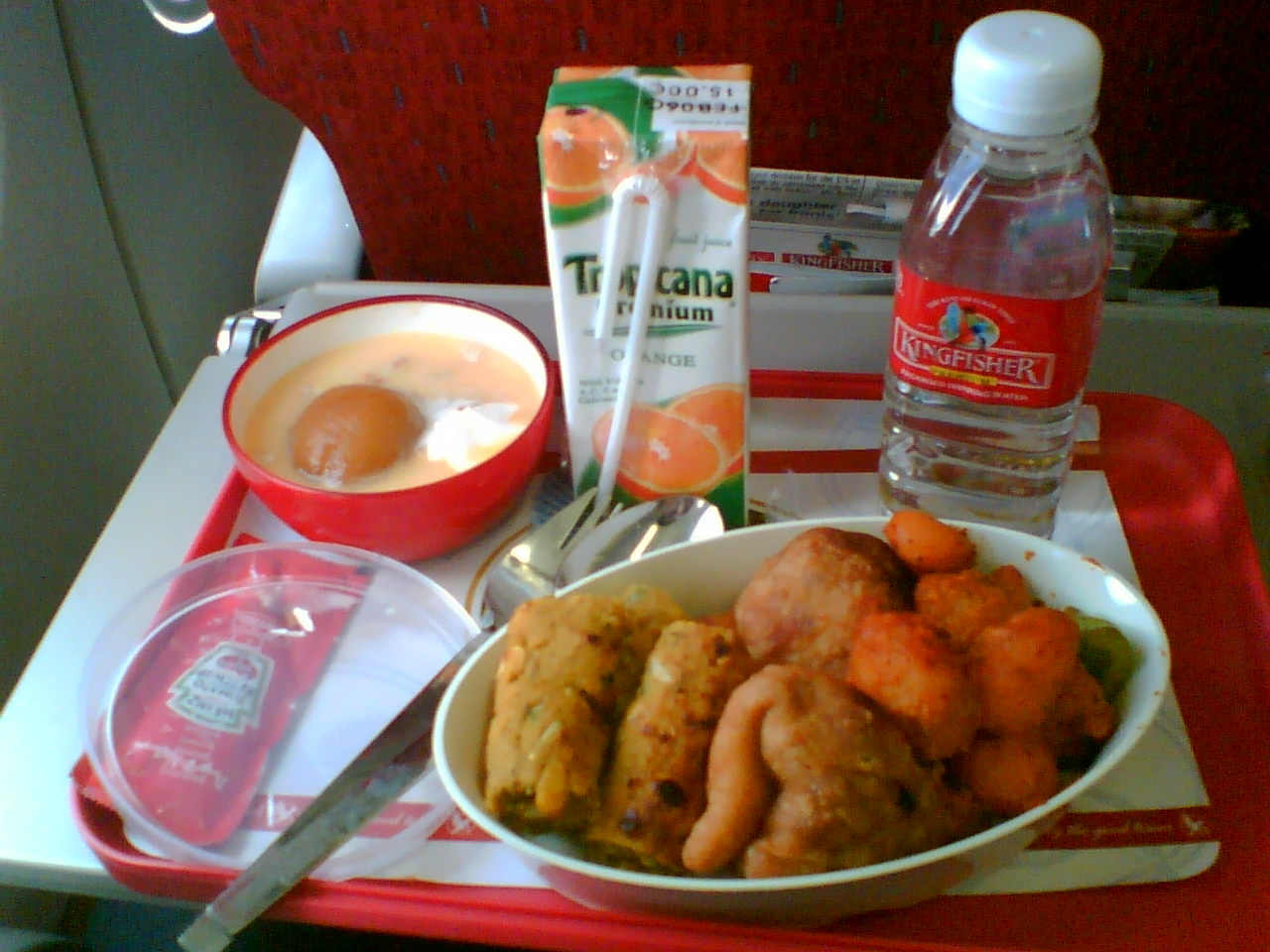
وجبة من الدرجة الاقتصادية على متن رحلة داخلية لخطوط طيران كينغ فيشر

### الوجهات الدولية
على متن كينغ فيشر فيرست
قبل أن تفقد الخطوط الجوية كينغ فيشر أسطولها من طائرات ايه 330، قدمت كينغ فيشر خدمات دولية في درجة رجال الأعمال/ الدرجة الأولى أخذت اسم كينغ فيشر فيرست والتي تميزت بوجود مقاعد سريرية مسطحة بالكامل مع إمكانية انحناء بمقدار 180 درجة، وتبلغ قاعدة المقعد 78 بوصة، وعرضه من 20 حتي 24.54 بوصة.
كينغ فيشر كلاس
كينغ فيشر كلاس الدولية (لم تعد متاحة منذ أن فقدت خطوط طيران كينغ فيشر أسطولها من طائرات ايه 320 بعيدة المدى) فكانت مزودة بمقاعد قاعدتها 34 بوصة، وعرضها 18 بوصة مع قابلية انحناء بمقدار 25 درجة (6 بوصات).

### الترفيه على متن الرحلة
نظام كينغ فيشر للترفيه على متن الرحلة هو تاليس توب سيريز اي 3000 / اي 4000 على متن الطائرات من طراز ايرباص ايه 320، وتاليس اي 5000 توب سيريز على متن الطائرات من طراز ايرباص ايه 330 و التي تقدمها مجموعة تاليس التي تتخذ من فرنسا مقراً لها. كانت كينغ فيشر أول شركة طيران هندية تمتلك أنظمة ترفيه على متن الطائرة على كل مقعد حتى في الرحلات الداخلية. 
لم تتعرض شركة الخطوط الجوية الهندية كينغ فيشر لأي حوادث كارثية أو احداث عظيمة.==أحداث وحوادث==

## برنامج الولاء
كان يُطلق على برنامج المسافر الدائم لشركة كينغ فيشر اسم كينغ كلوب (King Club)، حيث يكسب الأعضاء أميال في كل مرة يسافرون فيها مع كينغ فيشر أو شركات الطيران والفنادق وشركات تأجير السيارات الشريكة لها. كان هناك أربعة مستويات: المستوى الأحمر والفضي والذهبي والبلاتيني. يمكن للأعضاء استبدال النقاط عبر عدد من المخططات. استمتع أعضاء الفئات البلاتينية والذهبية والفضية بإمكانية الدخول إلى صالة كينغ فيشر، وأولوية تسجيل الوصول، ووزن الأمتعة الزائد، والأميال الإضافية، وقسائم ترقية درجة السفر.

## وصلات خارجية
- الموقع الإلكتروني